# Jean-Nicolas Moreau
Ne doit pas être confondu avec Jacob-Nicolas Moreau.
Pour les articles homonymes, voir Moreau.
Jean-Nicolas Moreau (né entre 1701 et 1716 et décédé le 19 avril 1786) est un chirurgien français du XVIIIe siècle.

## Biographie
Jean-Nicolas Moreau est le fils de Nicolas Moreau et de Martine Agnès Petit. Le docteur Jean-Nicolas Moreau fut Premier chirurgien de l'Hôtel-Dieu de Paris. Le livre du Dr Auguste Corlieu Les Chirurgiens de l'Hôtel-Dieu de Paris du XVe au XIXe siècle (1901) précise qu'il fut reçu maître en chirurgie le 29 août 1733. Il avait été nommé en survivance de Pierre Boudou et lui succéda en 1744. Dans sa réédition revue et augmentée de l'ouvrage du père Jacques Lelong La Bibliothèque historique de la France, publié en 1775, Charles-Marie Fevret de Fontette indique que le Dr Moreau fut Premier chirurgien de l'Hôtel-Dieu de Paris en 1758.
Il fut le maître du chirurgien-oculiste liégeois Henri Grandjean (1725-1802), oculiste de la cour de France sous Louis XV et Louis XVI. Le docteur Grandjean est l’auteur d’une technique opératoire qui traversa les siècles : l’opération de la cataracte. Il perfectionna ainsi la technique mise au point par le chirurgien et ophtalmologue Jacques Daviel (1693-1762). Il fut également maître et professeur de Philippe-Jean Pelletan (1747-1829) aux écoles de santé et au collège de chirurgie.
Dans son œuvre La France littéraire, ou dictionnaire bibliographique des savants, historiens écrit en 1834, Joseph-Marie Quérard indique au sujet du Dr Moreau qu'il fut « conseiller vétéran de l'Académie royale de chirurgie, premier chirurgien de l'Hôtel-Dieu de Paris et pensionnaire du Roi. » Le Dr Moreau se maria en 1732  avec Marie-Louise Spoede, la fille du peintre anversois Jean-Jacques Spoede (1689-1757), recteur perpétuel de l'Académie de Saint-Luc qui fut l'élève et l'ami du peintre Antoine Watteau et le premier maître du peintre Quentin de La Tour. Le Catalogue des estampes, dessins et cartes composant le cabinet des estampes de la bibliothèque de l'Arsenal par Gaston Schéfer indique que son portrait a été dessiné par Charles-Nicolas Cochin dit Cochin fils.
En janvier 1777, il est anobli et fait chevalier de l'Ordre de Saint-Michel par le roi Louis XVI. Le 17 mai 1779, dans sa correspondance à Marie-Thérèse d'Autriche, le comte Florimond de Mercy-Argenteau écrit « Il me reste à répondre à l'ordre particulier que V.M. daigne me donner d'exposer quelques informations sur les chirurgiens de ce pays-ci. Ceux dont l'habileté est le plus évidemment reconnue sont au nombre de cinq; ils se nomment Louis, Moreau, Guérin, Sabatier et Dufouar. Le premier est directeur de l'École royale de chirurgie ; le second administre l'hôpital de l'Hôtel-Dieu; le troisième est âgé, infirme ; le quatrième, sans avoir de poste fixe, soigne plusieurs hôpitaux et jouit d'un sort aisé ; le cinquième est attaché au corps des gardes-françaises avec un traitement considérable. »
Le Dr Jean-Nicolas Moreau décède le 19 avril 1786, le Journal de Paris de 1786 indique qu'il meurt « en son appartement, à L'Hôtel-Dieu ». Il fut inhumé dans la Chapelle de l'Hôtel-Dieu.

## Décoration
Ordre de Saint-Michel en 1777

## Élèves notables
- Henri Grandjean (1725-1802) ;
- Anselme Jourdain[10] ;
- Philippe-Jean Pelletan (1747-1829).

## Hommage
Son buste fut réalisé par le sculpteur Jean-Baptiste Pigalle. Le journal Les Lettres françaises du 19 mai 1945 informe qu'au cours d'une vente à l'Hôtel Drouot il fut racheté par l’État français. Il est conservé au Musée du Louvre.